# Katastrofa tramwajowa w Poznaniu (1993)

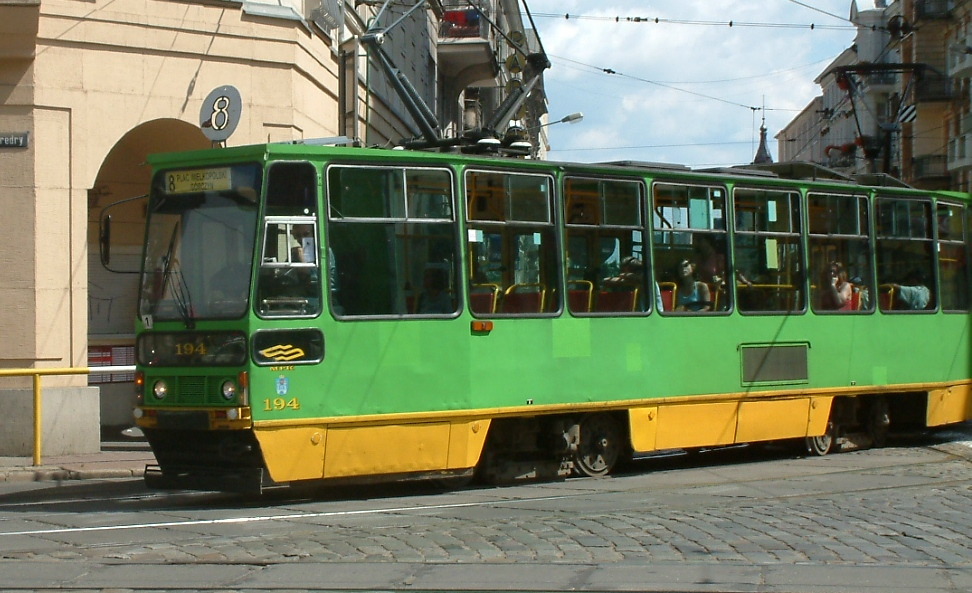
Poznański tramwaj Konstal 105N (2005)

Katastrofa tramwajowa w Poznaniu – wypadek, który miał miejsce 8 września 1993 o godz. 14:25 w Poznaniu. Był to wypadek z największą liczbą ofiar w historii poznańskiego transportu zbiorowego.

## Przebieg
Na skrzyżowaniu ulic 28 czerwca 1956 i Pamiątkowej, dwuwagonowy skład tramwaju Konstal 105N (#110+#109) obsługujący linię nr 10 (Serbska – Dębiec), który o godzinie 14:39 opuścił przystanek Kosińskiego, jadąc w kierunku południowym wypadł z szyn, i uderzył w narożnik stojącego tam budynku. Całkowicie zniszczony wagon trzeba było podczas sprawnie prowadzonej akcji ratunkowej rozcinać, by wydobyć uwięzionych wewnątrz rannych. W wyniku wypadku na miejscu katastrofy zginęły 3 osoby, a blisko 70 zostało rannych. Po przewiezieniu do szpitala zmarły 2 dalsze osoby.

## Przyczyny i reperkusje
Za przyczynę wypadku uznano zbyt dużą prędkość, jaką rozwinął motorniczy. Tramwaj zbliżając się do zwrotnicy powinien był zostać wyhamowany do 5 km/h, a motorniczy powinien był sprawdzić czy zwrotnica jest we właściwym położeniu. Dochodzenie ustaliło, że motorniczy zaniechał tych czynności. Rozpędzony tramwaj najpierw skręcił w ul. Pamiątkową, potem wypadł z szyn i siłą odśrodkową uderzył o budynek. Pierwszy wagon przewrócił się i na boku przejechał jeszcze kilkanaście metrów. Drugi wagon również przejechał tę samą odległość (na kołach) i uderzył w pierwszy, przełamując go mniej więcej w połowie, co zwiększyło liczbę ofiar. Katastrofa wydarzyła się w godzinach szczytu.
Winnego motorniczego skazano na karę trzech lat pozbawienia wolności.
Cztery dni po wypadku premier Hanna Suchocka odwiedziła poszkodowanych znajdujących się w szpitalu.

## Wypadek z 2010
Na tej samej ulicy 28 Czerwca 1956 r. (u zbiegu z ulicą Kilińskiego) wydarzył się 14 maja 2010 r. kolejny wypadek tramwajowy: tramwaj Beijnes 3G (#808) w trakcie wykonywania kursu linii nr 9 w kierunku Dębca wypadł z szyn na zakręcie, następnie po przejechaniu ok. 20 m poza szynami wpadł na zaparkowane samochody i zepchnął je na ścianę budynku. Między autami a ścianą zakleszczony został mężczyzna, który w wyniku urazów stracił nogę. Lekko ranne zostały 3 osoby.